# Лазе-при-Костелу
Лазе-при-Костелу (словен. Laze pri Kostelu) — поселення в общині Костел, регіон Південно-Східна Словенія, Словенія. Висота над рівнем моря: 307,8 м.